# Günter Haslbeck
Günter Haslbeck (* 6. Oktober 1966) ist ein ehemaliger deutscher Fußballspieler.

## Karriere
Haslbeck spielte für die Amateurmannschaft des FC Bayern München in der drittklassigen Bayernliga und qualifizierte sich mit ihr als Tabellenzweiter für die Amateurmeisterschaft. Nachdem Preußen Münster in der 1. Runde und der Offenburger FV im Halbfinale nach Hin- und Rückrunde bezwungen werden konnten, erreichte er mit der Mannschaft das Finale. Dieses ging jedoch am 21. Juni 1987 im Duisburger Wedaustadion mit 1:4 gegen den MSV Duisburg verloren.
Zur Saison 1987/88 verpflichtete ihn der Zweitligist SC Freiburg, für den er eine Saison lang aktiv war und 29 Punktspiele bestritt. Von 1988 bis 1991 war er in der Fußballabteilung des MTV Ingolstadt in der Bayernliga aktiv, bevor er 1991 zum Zweitligaaufsteiger TSV 1860 München wechselte und diesen in sieben Punktspielen zum Einsatz kam.
Die Saison 1992/93 spielte er wiederum in der Bayernliga, diesmal für den SSV Jahn Regensburg. Für die Regensburger bestritt er die beiden Spiele der 1. und 2. Runde des DFB-Pokal 1992/93.
Zuletzt schloss er sich für die Spielzeit 1993/94 der Fußballabteilung des Ligakonkurrenten SV Lohhof an.